# トロサの黄金

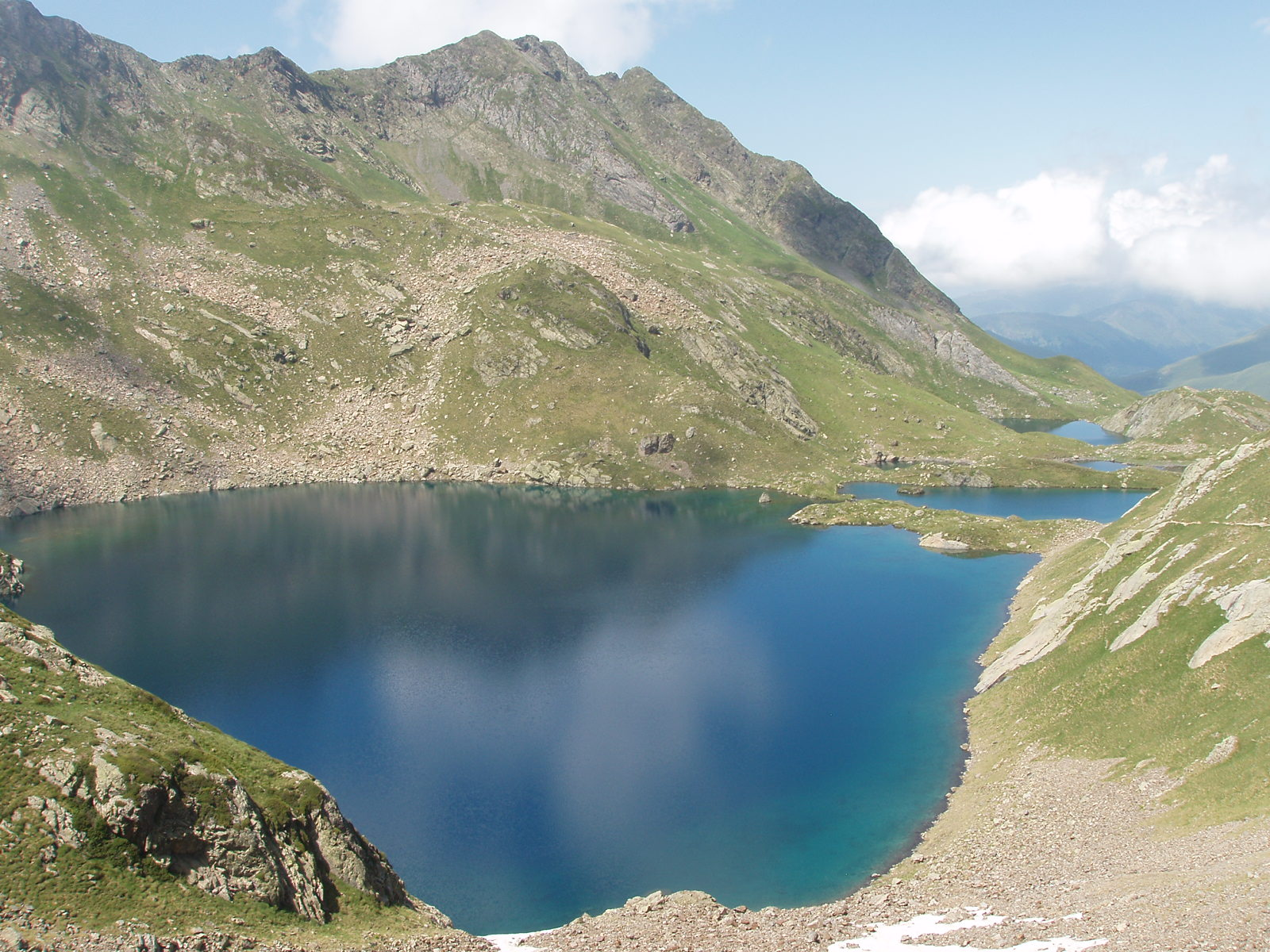
オート＝ガロンヌ県のトゥールーズに近いBoums湖。「呪われたトロサの黄金」の伝説の地とされる湖の一つである。

トロサの黄金（トロサのおうごん、羅: aurum Tolosanum）は、紀元前105年に古代ローマのプロコンスルであったクィントゥス・セルウィリウス・カエピオ（大カエピオ）がトロサ（現トゥールーズ）で発見した後に隠したとされる黄金、およびそれに由来する埋蔵金伝説である。大カエピオはウォルカエ族の街トロサを襲った際に莫大な金と銀を獲得したが、ローマに持ち帰ったのは銀だけであった。残された黄金は大カエピオとセルウィリウス氏族が横領したものと見なされると同時に、彼の子孫たちがいずれも不幸な死を遂げたことから、呪われたトロサの黄金というイメージが生まれた。
紀元前1世紀の詩人キケロは、『神々の本性について』（De Natura Deorum）の中で、共和政ローマ後期のスキャンダルの一つとして「トロサの黄金」に簡単に触れている。埋蔵金の存在については、ストラボンやカッシウス・ディオら古代の歴史家たちも議論している。 

## 黄金の起源

紀元前3世紀、ウォルカエ族(Volcae)はバルカン半島をめぐった後にトロサ付近に移住した。

カッシウス・ディオは、トロサの黄金の起源は紀元前3世期にバルカン半島を襲ったガリア人ブレンヌスにまでさかのぼるとしている。
紀元前280年、ガリア人の大軍勢がマケドニア王国およびギリシア中央部に侵攻した。パウサニアスによれば、彼らの目的は掠奪であった。この遠征における指導者の一人だったブレンヌスは、大成功をおさめた略奪行に味をしめて、諸部族を説得し再度ギリシアへ侵攻した。当時のギリシア諸都市は比較的弱体化していながら都市に多くの富を蓄えており、特に神殿を襲えば目覚ましい利となるとブレンヌスは説いたのである。ストラボンは、ウォルカエ・テクトサゲ族がこのブレンヌスの遠征に参加していたとしている。
しかし紀元前279年の遠征では、ブレンヌスらは前年のような戦果を挙げられなかった。さらにギリシア側では、アイトーリア、ヴィオティア、アテネ、フォキス、その他コリントス以北の諸都市の軍勢がテルモピュレの狭隘地に集結していた。ブレンヌスは南東方面に進み、スペルケイオスで10万人の軍勢と共に川を渡ると、ギリシア本軍の側面に回って数で圧倒しようとした。
しかしこのテルモピュライの戦いで、ガリア人はギリシア人のファランクスの前に膨大な戦死者を出して敗北した。そこでブレンヌスは各方面に散開することでギリシア軍の戦力を分散させる戦略に切り替え、4万人の軍勢をアイトーリアに送った。この別動隊はカッリアを制圧し、アイトーリア地方の街や神殿を野獣のように荒らしまわった。これを知ったアイトーリア人は、故国を守るためテルモピュレの連合軍から離脱した。
アイトーリアの惨状を知ったギリシア連合軍は士気が落ち、ヘラクレイアやアエニアニアが連合軍から離脱した。彼らは自分たちの領域から早々に立ち去ってもらうために、ガリア人にテルモピュレの迂回路を教えた。ブレンヌスは再び軍を二つに分け、本軍をアキコリウスに任せてその場に残し、自ら別動隊を率いて、200年前のテルモピュライの戦いでペルシア軍が通ったのと同じ道を通り、フォキス軍の背後をついて破った。
フォキス人たちから知らせを受けたギリシア連合軍は、テルモピュレを放棄してアテネ海軍の軍船に乗り撤退した。ブレンヌスはアキコリウスを待つことなくデルポイのアポローン神殿へ進軍し、いくつかの史料によれば、これを略奪した。
しかしその後、ギリシア連合軍は最終的にガリア人を打ち負かし、ブレンヌスを戦死させるに至った。この時点で、ガリア人の軍勢は散り散りになった。テクトサゲス族ら一部のガリア人はヘレスポントスを渡って小アジアに入り、ガラティアに定着した。それ以外の生存者は、ギリシアで奪った戦利品を持って南ガリアに帰っていった。
紀元前1世紀の歴史家グエナウス・ポンペイウス・トログスの著作を抜粋したユニアヌス・ユスティヌスは、この後のガリア人について、故郷のトロサに帰ってきたウォルカエ・テウトサゲス族の間で悪疫が起こり、彼らが戦利品を池に投げ込んでようやく収まった、と述べている。

## 黄金の消失

キンブリ族とテウトネス族の移住経路

紀元前2世紀後半、キンブリ族、テウトネス族、ボイイ族、ティグリニ族、アンブロネス族といったゲルマン人・ケルト人の大集団がヨーロッパを転々としていた。紀元前107年、ティグリニ族が現在のボルドー付近で行われたブルディガラの戦いで、執政官ルキウス・カッシウス・ロンギヌス率いるローマ軍を破った。これを受けて、ウォルカエ・テクトサゲス族などのローマに服属していたガリア人たちが反乱を起こした。これを平定するべく、紀元前106年にクィントゥス・セルウィリウス・カエピオが軍勢を率いてガリア・ナルボネンシスに向かった。
トロサを制圧したカエピオは、秘匿されていた莫大な財宝を発見したという報告をローマに送った。ストラボンがポセイドニオスの著作から引用した記述によれば、その財宝とは1万5000タレントもの金銀の延棒であった。これに対して、ユスティヌスやオロシウスは、10万ポンドの金と11万ポンドの銀であったと述べている。
財宝をローマへ送るよう命令されたにもかかわらず、カエピオが送ってきた財宝の中には金が無かった。オロシウスによると、カエピオはローマの同盟者マッシリアの護衛をつけて財宝を送ったのだが、その護衛が殺されて金が奪われ、二度と見つからなかったのだという。カエピオは、彼こそが黄金を奪って隠した張本人ではないかと疑われた。
この醜聞を上塗りするように、カエピオは紀元前104年にアラウシオの戦いで決定的な失態を犯した。この戦いは、ローマ史上カンナエの戦いに並ぶ惨敗となった。プロコンスルであったカエピオは、平民出身ながら執政官に上り詰め、彼の上官となったグエナウス・マリウス・マクシムスと協力するのを嫌がり、戦功を立てようと焦ってキンブリ族との戦端を開いてしまったのである。最終的に少なくとも7万人のローマ軍団兵が、非戦闘員も含めた全体では12万人が戦死した。
カエピオは辛うじて逃れたが、プロコンスルとしての軍団指揮権（インペリウム）や元老院議員の資格までも剥奪された。さらに軍団を失った責任を取らされローマ市民権も剥奪され、1万5000タレントを罰金として奪われ、ローマの周囲800マイル圏から追放された。まもなくカエピオはスミュルナで没した。

## アウルム・ハベト・トロサヌム

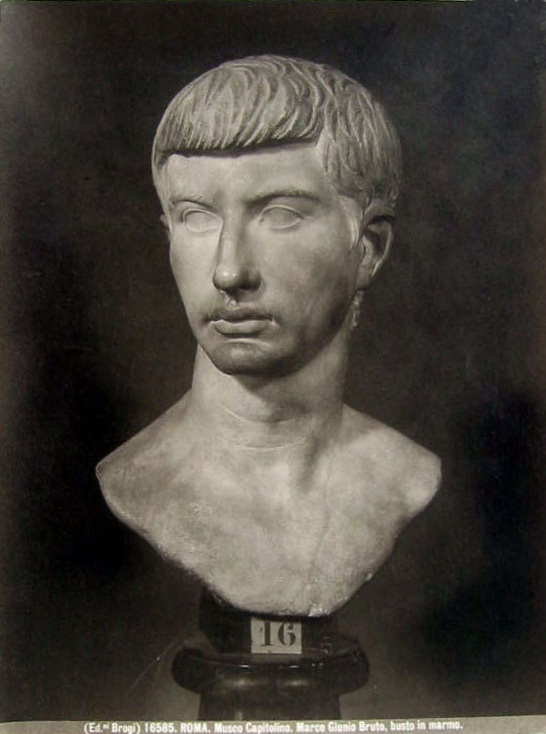
トロサの黄金の最後の継承者とされるマルクス・ユニウス・ブルトゥス

トロサの黄金そのものは以後見つかることが無かったが、（大）カエピオの属するセルウィリウス氏族がこの後に分不相応に裕福になったことから、トロサの黄金はこの氏族の中で管理されていたのではないかとされている。しかし、大カエピオやその後継者たちは次々と不幸な最期を遂げることになる。カエピオの息子小カエピオは、同盟市戦争でマルシ人の将軍クィントゥス・ポッパエディウス・シロの罠にかかって奇襲を受け、自らの命と軍を失った。同名のその息子は、名の分からない病にかかり死亡した。カエピオの最後の後継者となったのが、大カエピオの曽孫にあたるマルクス・ユニウス・ブルトゥスである。彼は独裁官ガイウス・ユリウス・カエサル暗殺に参加し、後にフィリッピの戦いで戦死した。
この何世代にもわたる不幸が続いたことから、「トロサの黄金」は呪われているのだという言及がたびたびおこなわれている。最も早いものでは、ストラボンが「（トロサの黄金）を手にしたがゆえに……カエピオは不運のうちに生涯を閉じたのである。」と書いている。同じころの歴史家ポンペイウス・トログスは、アラウシオの戦いでの敗北は、大カエピオが宝物を盗んだ報いだったとしている。ラテン語で「アウルム・ハベト・トロサヌム」(Aurum habet Tolosanum　「彼はトロサの黄金を得る」の意）とは、「不正に得た富は何も幸福をもたらさない」という意味のことわざとなった。

## 議論
トロサの黄金の存在については、古代から様々な著述家たちが相反する説を唱えてきた。最初にこの伝説に言及した文献を残しているのはキケロで、彼が死ぬ紀元前43年の2年前に書き上げた『神々の本性について』でトロサの黄金について触れている。彼は黄金をめぐる摂理については語らなかったが、少なくともそれが実在したことは信じていた。カッシウス・ディオの200年から222年にかけての著作の断片には、黄金の起源をデルポイから略奪された宝物に求める内容がみられる。
ストラボンが17年以前に書いた著作でも、トロサの黄金はデルポイからの略奪物に由来するとされている。一方でこれに否定的だったのがポセイドニオスである。彼の著作は現存していないが、ストラボンが引用したところによれば、「デルポイの神殿は、第三次神聖戦争でフォキス人に略奪された後だったことから、（ガリア人が来た）当時は既に空になっていた」と主張したとされている。ポセイドニオスは、ギリシアに攻め入ったガリア人が最終的に這う這うの体で各方面へ敗走したことから、彼らがデルポイから大量の金銀を持ち帰ったという物語を信じていなかった。その代わり、トロサの黄金はガリア由来であるとして、「この国が黄金に富み、しかも人々が神を怖れ、生活の中で浪費をしなかったために、その黄金は宝物となったのである……」とした。
紀元前1世紀のポンペイウス・トログスやパウサニアスが残したガリア人のギリシア侵攻に関する記述を、2世紀のユスティヌスが引用している。パウサニアスは、ガリア人は神殿の聖域を略奪せず、しかも敗れて撤退するなかで一人残らず全滅したと述べている。しかしユスティヌスは、ガリア人が神殿を襲撃し、それがゆえに彼らが分裂し、アナトリアやトラキアに定住する者もあれば、トロサに帰ったものもある、とまとめている。
第三次神聖戦争は最終的にマケドニア王ピリッポス2世の仲裁により和平が結ばれ、フォキス人は略奪品を弁償するため毎年60タラントを収めることになっていた。また他にも、パウサニアスによれば、1回目のガリア人侵攻後、ブレンヌスの第2次侵攻の前に、古代ギリシア世界中からデルポイの神殿に高価で芸術的な宝物が奉納されていたという。